# Roland Matthes
Roland Matthes, född 17 november 1950 i Pössneck cirka 30 kilometer söder om Jena i Östtyskland, död 20 december 2019 i Wertheim i Baden-Württemberg, var en tysk simmare. Matthes tävlade för Östtyskland och vann bland annat fyra OS-guld under karriären.

## Biografi
Matthes var den genom tiderna allra framgångsrikaste ryggsimmaren. Från och med april 1967 till och med augusti 1974 gick han som segrare ur alla tävlingar i ryggsim. Han vann fyra EM och tre VM i rad och slog 19 världsrekord och 29 europarekord under perioden 1967–1973. 1968 tog han guldmedalj på både 100 och 200 meter ryggsim, vilket han upprepade fyra år senare vid spelen i München. 1976 tog han OS-brons på 100 meter ryggsim. 
Matthes tävlade för SC Turbine Erfurt. Bredvid simningen studerade han idrottsvetenskap 1970–1977 och avslutade studierna som idrottslärare. 1978–1984 studerade han medicin i Jena. Roland Matthes arbetade som ortoped i Marktheidenfeld cirka 30 km väster om Würzburg.
Han var i några år gift med den före detta östtyska simmaren Kornelia Ender.

## Meriter
- OS
  - 1968: 100 m ryggsim - guld, 200 m ryggsim - guld, 4 x 100 m medley - silver
  - 1972: 100 m ryggsim - guld, 200 m ryggsim - guld, 4 x 100 m medley - silver, 4 x 100 m frisim - brons
  - 1976: 100 m ryggsim - brons
- VM - 3 guld
- EM - 5 guld
- 21 världsrekord
- Årets idrottare i Östtyskland - 7 gånger